# Championnats de France de triathlon cross 2020
Navigation
2019 2021
Les championnats de France de triathlon cross 2020, ont lieu à Condrieu dans le Rhône le 23 août 2020.

## Résultats
Les tableaux présentent le podium du classement général. La course s'est déroulée sur une seule épreuve mixte.
| Place              | Triathlète       | Temps           |
| ------------------ | ---------------- | --------------- |
| Médaille d'or      | Maxim Chané      | 1 h 31 min 44 s |
| Médaille d'argent  | Arthur Forissier | 1 h 31 min 51 s |
| Médaille de bronze | François Carloni | 1 h 33 min 33 s |

| Place              | Triathlète       | Temps           |
| ------------------ | ---------------- | --------------- |
| Médaille d'or      | Morgane Riou     | 1 h 49 min 53 s |
| Médaille d'argent  | Alizée Patiès    | 1 h 51 min 42 s |
| Médaille de bronze | Ségolène Léberon | 1 h 57 min 40 s |